# Ruben Verheyden
Ruben Verheyden (22 de diciembre de 2000) es un deportista de Bélgica que compite en atletismo. Ganó una medalla de oro en el Campeonato Europeo de Atletismo Sub-23 de 2021, en la prueba de 1500 m.